# Viguiera linearis
Viguiera linearis là một loài thực vật có hoa trong họ Cúc. Loài này được (Cav.) Sch.Bip. ex Hemsl. miêu tả khoa học đầu tiên năm 1881.